# Tiago Souza de Jesus Carvalho
Tiago Souza de Jesus Carvalho (8 aprile 2005) è un calciatore brasiliano, attaccante del Bahia.

## Caratteristiche tecniche
Centravanti molto rapido, può giocare anche come ala.

## Carriera
Cresciuto nel settore giovanile del Bahia, ha debuttato in prima squadra l'11 febbraio 2023 nell'incontro del Campionato Baiano vinto 1-0 contro il Doce Mel; la stagione successiva ha fatto il suo debutto in prima divisione brasiliana disputando la partita del 25 luglio pareggiata 1-1 contro l'Atl. Goianiense.
Nel 2024 è stato promosso stabilmente in prima squadra; il 19 gennaio 2025 ha segnato il suo primo gol in una competizione professionistica, nella trasferta del campionato baiano pareggiata 1-1 contro il Jacobina; il 18 luglio 2025 ha prolungato il contratto fino al 2027.

## Statistiche

### Presenze e reti nei club
Statistiche aggiornate al 10 agosto 2025.
| Stagione        | Squadra         | Campionato      | Campionato | Campionato | Coppe nazionali | Coppe nazionali | Coppe nazionali | Coppe continentali | Coppe continentali | Coppe continentali | Altre coppe | Altre coppe | Altre coppe | Totale | Totale | Totale |
| Stagione        | Squadra         | Comp            | Pres       | Reti       | Comp            | Pres            | Reti            | Comp               | Pres               | Reti               | Comp        | Pres        | Reti        | Pres   | Reti   |        |
| --------------- | --------------- | --------------- | ---------- | ---------- | --------------- | --------------- | --------------- | ------------------ | ------------------ | ------------------ | ----------- | ----------- | ----------- | ------ | ------ | ------ |
| 2023            | Bahia           | PD/BA+A         | 2+0        | 0          | CB              | 0               | 0               | -                  | -                  | -                  | CdN         | 0           | 0           | 2      | 0      |        |
| 2024            | Bahia           | PD/BA+A         | 2+4        | 0          | CB              | 0               | 0               | -                  | -                  | -                  | CdN         | 1           | 0           | 7      | 0      |        |
| 2025            | Bahia           | PD/BA+A         | 6+5        | 2+0        | CB              | 3               | 0               | CL+CS              | 0+1                | 0                  | CdN         | 4           | 2           | 19     | 4      |        |
| Totale Bahia    | Totale Bahia    | Totale Bahia    | 19         | 2          |                 | 3               | 0               |                    | 1                  | 0                  |             | 5           | 2           | 28     | 4      |        |
| Totale carriera | Totale carriera | Totale carriera | 19         | 2          |                 | 3               | 0               |                    | 1                  | 0                  |             | 5           | 2           | 28     | 4      |        |

## Palmarès

### Club

#### Competizioni statali
- Campionato Baiano: 1

Bahia: 2025